# Nippolimnophila kiusiuensis
Nippolimnophila kiusiuensis är en tvåvingeart som beskrevs av Alexander 1930. Nippolimnophila kiusiuensis ingår i släktet Nippolimnophila och familjen småharkrankar. Inga underarter finns listade i Catalogue of Life.